# Juana Negrete
Juana Negrete Martínez (Abasolo, Guanajuato, 15 de mayo de 1887 - Delegación Cuauhtémoc, Ciudad de México, c. 2010) fue una supercentenaria mexicana.
Nació en Abasolo, Guanajuato y fue considerada como la mujer más longeva de México y tal vez del mundo, ella aseguró que cuando era joven vivió grandes acontecimientos como el del Porfiriato, la Revolución mexicana y el gobierno de Lázaro Cárdenas del Río, entre otros.
En el 2010 Doña Juana con otros ancianos centenarios, tuvieron un homenaje de parte del gobierno de la Ciudad de México con la presencia del Jefe de Gobierno de Marcelo Ebrard Casaubón, para presenciar la publicación del Libro "100 centenarios de la Ciudad de México", esto para conmemorar el bicentenario de la Independencia de México y el Centenario de la Revolución.
En sus últimos años residió en la Colonia Doctores.[cita requerida]